# Élections législatives de 1876 dans le Var
Les élections législatives de 1876 ont eu lieu les 20 février et 5 mars 1876.

## Députés élus
|   | Circonscription | Député élu      |  | Groupe parlementaire |
| - | --------------- | --------------- |  | -------------------- |
| 1 | Brignoles       | Amaury Dréo     |  | Union républicaine   |
| 2 | Draguignan      | Paul Cotte      |  | Union républicaine   |
| 3 | 1re de Toulon   | Augustin Daumas |  | Union républicaine   |
| 4 | 2e de Toulon    | Vincent Allègre |  | Union républicaine   |

## Résultats à l'échelle du département
| Partis         | Partis                | Premier tour | Premier tour | Deuxième tour | Deuxième tour | Sièges |
| Partis         | Partis                | Voix         | %            | Voix          | %             | Sièges |
| -------------- | --------------------- | ------------ | ------------ | ------------- | ------------- | ------ |
|                | Républicains radicaux | 34 641       | 68,28        | 7 530         | 100,00        | 4      |
|                | Bonapartistes         | 7 639        | 15,06        |               |               | 0      |
|                | Légitimistes          | 4 559        | 8,99         | 0             |               |        |
|                | Républicains modérés  | 3 032        | 5,98         | 0             |               |        |
|                | Constitutionnels      | 864          | 1,70         | 0             |               |        |
|                |                       |              |              |               |               |        |
| Inscrits       | Inscrits              | 82 336       | 100,00       | 19 302        | 100,00        | 4      |
| Votants        | Votants               | 52 206       | 63,41        | 8 227         | 42,62         |        |
| Abstentions    | Abstentions           | 30 130       | 36,59        | 11 075        | 57,38         |        |
| Blancs et nuls | Blancs et nuls        | 1 474        | 2,82         | 697           | 8,47          |        |
| Exprimés       | Exprimés              | 50 732       | 97,18        | 7 530         | 91,53         |        |

## Résultats par arrondissement

### Arrondissement de Brignoles
| Candidats      | Candidats      | Étiquette           | Premier tour | Premier tour |
| Candidats      | Candidats      | Étiquette           | Voix         | %            |
| -------------- | -------------- | ------------------- | ------------ | ------------ |
|                | Amaury Dréo    | Républicain radical | 9 737        | 75,76        |
|                | Emile Ollivier | Bonapartiste        | 3 116        | 24,24        |
|                |                |                     |              |              |
| Inscrits       | Inscrits       | Inscrits            | 21 179       | 100,00       |
| Votants        | Votants        | Votants             | 13 061       | 61,67        |
| Abstention     | Abstention     | Abstention          | 8 118        | 38,33        |
| Blancs et nuls | Blancs et nuls | Blancs et nuls      | 208          | 1,59         |
| Exprimés       | Exprimés       | Exprimés            | 12 853       | 98,41        |

### Arrondissement de Draguignan
| Candidats      | Candidats      | Étiquette           | Premier tour | Premier tour |
| Candidats      | Candidats      | Étiquette           | Voix         | %            |
| -------------- | -------------- | ------------------- | ------------ | ------------ |
|                | Paul Cotte     | Républicain radical | 12 305       | 73,12        |
|                | Emile Ollivier | Bonapartiste        | 4 523        | 26,88        |
|                |                |                     |              |              |
| Inscrits       | Inscrits       | Inscrits            | 25 848       | 100,00       |
| Votants        | Votants        | Votants             | 17 114       | 66,21        |
| Abstention     | Abstention     | Abstention          | 8 734        | 33,79        |
| Blancs et nuls | Blancs et nuls | Blancs et nuls      | 286          | 1,67         |
| Exprimés       | Exprimés       | Exprimés            | 16 828       | 98,33        |

### Arrondissement de Toulon

#### 1recirconscription
| Candidats      | Candidats       | Étiquette           | Premier tour | Premier tour |
| Candidats      | Candidats       | Étiquette           | Voix         | %            |
| -------------- | --------------- | ------------------- | ------------ | ------------ |
|                | Augustin Daumas | Républicain radical | 6 098        | 76,35        |
|                | Laporterie      | Constitutionnel     | 864          | 10,82        |
|                | Pellicot        | Républicain modéré  | 521          | 6,52         |
|                | Blache          | Républicain modéré  | 504          | 6,31         |
|                |                 |                     |              |              |
| Inscrits       | Inscrits        | Inscrits            | 16 007       | 100,00       |
| Votants        | Votants         | Votants             | 8 901        | 55,61        |
| Abstention     | Abstention      | Abstention          | 7 106        | 44,39        |
| Blancs et nuls | Blancs et nuls  | Blancs et nuls      | 914          | 10,27        |
| Exprimés       | Exprimés        | Exprimés            | 7 987        | 89,73        |

#### 2ecirconscription
| Candidats      | Candidats       | Étiquette           | Premier tour | Premier tour | Deuxième tour | Deuxième tour |
| Candidats      | Candidats       | Étiquette           | Voix         | %            | Voix          | %             |
| -------------- | --------------- | ------------------- | ------------ | ------------ | ------------- | ------------- |
|                | Vincent Allègre | Républicain radical | 6 501        | 49,76        | 7 361         | 97,76         |
|                | Jaubert         | Légitimiste         | 4 559        | 34,90        |               |               |
|                | Paul Long       | Républicain modéré  | 2 004        | 15,34        |               |               |
|                | Auguste Blanqui | Socialiste          |              |              | 169           | 2,24          |
|                |                 |                     |              |              |               |               |
| Inscrits       | Inscrits        | Inscrits            | 19 302       | 100,00       | 19 302        | 100,00        |
| Votants        | Votants         | Votants             | 13 130       | 68,02        | 8 227         | 42,62         |
| Abstention     | Abstention      | Abstention          | 6 172        | 31,98        | 11 075        | 57,38         |
| Blancs et nuls | Blancs et nuls  | Blancs et nuls      | 66           | 0,50         | 697           | 8,47          |
| Exprimés       | Exprimés        | Exprimés            | 13 064       | 99,50        | 7 530         | 91,53         |